# Summerjam Festival
Summerjam Festival – jeden z największych festiwali muzyki reggae w Europie, organizowany w Niemczech przez agencję Contour Music Promotion nieprzerwanie od roku 1986.
Pierwszych dziewięć edycji odbyło się na masywie Lorelei nad Renem, dwie kolejne (1994 i 1995) na płycie lotniska nieczynnej amerykańskiej bazy wojskowej RAF Wildenrath nieopodal Mönchengladbach. Od roku 1996 festiwal odbywa się w Kolonii, na wysepce na jeziorze Fühlinger See.

## Edycje festiwalu

### 1986
- odbyła się 5 lipca
- wystąpili: Black Uhuru, Dennis Brown, The Wailers oraz Manu Dibango

### 1987
- odbyła się 12 lipca
- wystąpili: Jimmy Cliff, Third World, Steel Pulse, Aswad, Curtis Mayfield, Freddie McGregor, Toure Kunda oraz Johnny Clegg

### 1988
- odbyła się 2–3 lipca
- wystąpili: Ziggy Marley & The Melody Makers, Sly & Robbie, James Brown, Burning Spear, Eek-A-Mouse, Kassav’ oraz King Sunny Ade

### 1989
- odbyła się 1–2 lipca
- wystąpili: Jimmy Cliff, Youssou N’Dour, Black Uhuru, Linton Kwesi Johnson, Inner Circle, The Wailers, Salif Keita, Osibisa oraz Lieutenant Stitchie

### 1990
- odbyła się 14 lipca
- wystąpili: The Abyssinians, Twinkle Brothers, Manu Dibango, Macka B, Femi Kuti oraz Mutabaruka

### 1991
- odbyła się 7 lipca
- wystąpili: Ziggy Marley & The Melody Makers, I-Threes, The Wailers, Mikey Dread, Freddie McGregor, Kid Creole oraz Dean Fraser & 809 Band

### 1992
- odbyła się 4 lipca
- wystąpili: Burning Spear, Maxi Priest, Youssou N’Dour, Sly & Robbie, Gregory Isaacs, Culture, Misty In Roots oraz Tiger

### 1993
- odbyła się 3 lipca
- wystąpili: Israel Vibration, Inner Circle, Aswad, Third World, Shaggy, Shabba Ranks oraz Baaba Maal

### 1994
- odbyła się 1–2 lipca
- wystąpili: Jimmy Cliff, Lee „Scratch” Perry, Lucky Dube, Chaka Demus, The Skatalites, Mad Professor, Buju Banton, African Headcharge oraz Manu Dibango

### 1995
- odbyła się 30 czerwca – 2 lipca (była to jubileuszowa, 10. edycja)
- wystąpili: Bunny Wailer, Burning Spear, Israel Vibration, Youssou N’Dour, Inner Circle, Angélique Kidjo, Shinehead, Dreadzone, Mystic Revealers, Yothu Yindi, Macka B oraz Supercat

### 1996
- odbyła się 6–7 lipca
- wystąpili: Bunny Wailer, Lucky Dube, Buju Banton, Toots and The Maytals, Culture, Chaka Demus, Ini Kamoze, Linton Kwesi Johnson, Third World, Shaggy, Pato Banton, Mighty Diamonds, Frankie Paul, Revolutionary Dub Warriors oraz Baaba Maal

### 1997
- odbyła się 5–6 lipca
- wystąpili: Israel Vibration, Luciano, Bounty Killer, Burning Spear, Ziggy Marley & The Melody Makers, Big Mountain, Inner Circle, Zion Train, Apache Indian, Messer Banzani, Toure Kunda, General Mikey, Vitamin X, King Chango, Olodum, Spearhead, Revolutionary Dub Warriors, Pow Pow Movement, Jungle Brothers Soundsystem, Drum’n’Bass Soundsystem, Dreadzone Soundsystem, Reality Brothers Soundsystem, Bim Sherman oraz Asian Dub Foundation

### 1998
- odbyła się 3–5 lipca
- wystąpili: Third World, Steel Pulse, Jimmy Cliff, Alpha Blondy, Culture, Anthony B, Dennis Brown, Buju Banton, The Skatalites, Iration Steppas, Asian Dub Foundation, Ram Shaka, Dub Syndicate, ALP, Trance Groove, Dissidenten, Hypnotix, Kitachi, Serious Dropout, Lion of Judah, Messer Banzani, Bim Sherman, Lucky Dube, Intensified, Dr Ring Ding & Senior All Stars, Lord Tanamo, Daddy Rings, The Amharic, Pow Pow Movement, Jah Soundsystem oraz Far East Soundsystem

### 1999
- odbyła się 2–4 lipca
- wystąpili: Gentleman, Zion Train, Ky-Mani Marley, Luciano, Anthony B, Burning Spear, Mad Professor, The Wailers, Morgan Heritage, The Toasters, Yellowman, Umoya, Mangu, Freundeskreis, Khadja Nin, The Sixth Revelation Band, Transglobal Underground, Afro Celt Sound System, Postmen, Tikiman & Submission, Jamaica Papa Curvin, Mutabaruka, Junior Delgado, Chill Out, Trippa Irie & The Robotics, Jazz Jamaica, The Gladiators, Rude Rich & The High Notes, New York Ska Jazz Ensemble, Dr Ring Ding oraz Dennis Alcapone

### 2000
- odbyła się 30 czerwca – 2 lipca
- na Red Stage wystąpili: Ziggy Marley & The Melody Makers, Beenie Man, Buju Banton, Michael Rose, U-Roy, Gentleman, Seeed, Alpha Blondy, Israel Vibration, The Abyssinians, Horace Andy, Aswad, Sinsemilia, Asian Dub Foundation, Femi Kuti & The Positive Force, Thomas Mapfumo & Blacks Unlimited, Everton Blender, Daddy Rings, Postmen oraz Jin Jin
- na Yellow Stage wystąpili: Seeed, Terranova, Rae & Christian, Africa Bambaataa, Dubuccaneerz, David Rodigan, Pow Pow Movement, Skatrain, The Selecter, The Trojans, Skaferlatine, Johnny Dread, Eimsbush Soundsystem, Square One oraz Derrick
- na Green Stage wystąpili: Stone Love Soundsystem, Blood & Fire Soundsystem, Dillinger, Trinity, U-Brown, Steve Barrow, Jah Free, Vibronics, Massive Joey’s South Connection, Lucky Punch Soundsystem, Fred & Barney Soundsystem, Ras Abraham, Andrew Murphy, Garry Speed oraz Sista
- na White Stage wystąpili: Jah Shaka Soundsystem, Surround Soundsystem oraz Solar Moon Soundsystem

### 2001
- odbyła się 6–8 lipca
- na Red Stage wystąpili: Third World, Mr. Vegas, Anthony B, Seeed, Gentleman, Black Uhuru, Sly & Robbie, Morgan Heritage, Sizzla, Misty In Roots, Burning Spear, Culture, I-Shen Rockers, Dreadzone, Guru’s Jazzmatazz, Dr Ring Ding & Senior All Stars, Patrice, Jan Delay & The Sam Ragga Band, Cocoa Tea, Sixth Revelation, Dawn Penn & Junction Band, Delroy Williams, Frankie Paul oraz Everton Blender
- na Yellow Stage wystąpili: Prezident Brown & Panache Culture, Nazarenes, Hypnotix, Levi Roots, Johnny Clarke, Prince Alla & The Dub Asante Band, Natty Flo, Tolga & the Backyard Crew, Afu-Ra, D-Flame & The K.P. Crew, Intensified, Court Jester’s Crew, Laurel Aitken oraz The Mystic Revelation of Rastafari
- na Green Stage wystąpili: Skill Battery Soundsystem, Adrian Sherwood, On-U-Soundsystem, Soundquake Soundsystem, Pow Pow Movement, Blood & Fire Soundsystem, Soul Jazz Soundsystem, Twilight Circus Dub Soundsystem, U-Brown, Dennis Alcapone, Ranking Joe, Spikey Tee, Steve Barrow oraz Dom Sotgiu
- na White Stage wystąpili: Ganja Riddim Crew, Jambo Soundsystem, Rightous Movement, Deebuzz Soundsystem, Massive Joey’s South Connection, New Corner, Lucky Punch Soundsystem, MC Malek, Fred & Barney Soundsystem, Untouchable Soundsystem, Jah Secco, General Levy, Badadub, Beez Soundsystem, Soul Jah Sista, Love Vibration, Ragganoya, Zion Soundsystem, Studio One Session oraz Culture Rock

### 2002
- odbyła się 5–7 lipca
- na Red Stage wystąpili: Seeed, Beenie Man, Buju Banton, Luciano, Gentleman, Capleton, Alpha Blondy, The Wailers, Junior Reid, Beres Hammond, Bushman, Lady Saw, Dubtari, Joy Denalane, Orishas, Blumentopf, Robert Lee, Postmen, Court Jester’s Crew, Trilla Jenna oraz Lucky Dube
- na Yellow Stage wystąpili: Sentinel Soundsystem, Supersonic Soundsystem, Fireball Soundsystem, Top Frankin, Shocking Murray, Silly Walks, Caramellow & Criminal, Concrete Jungle, General Levy, David Rodigan, Pow Pow Movement, Soundquake Soundsystem, Natty Youth oraz Soul Stereo
- na Green Stage wystąpili: Zion Train, Max Romeo, Angélique Kidjo, Dub Syndicate, Peeping Toms, Turtle Bay Country Club, Le Peuple De L¸herbe, Mono & Nikitaman, Natty Flo & Nosliw, Kinderzimmer Productions, Ras Ites, Eek-A-Mouse, King Shiloh Soundsystem, Roy Paci & Aretuska, Orchestra Baobab, Dr Woggle & The Radio, Dr Ring Ding & The Senior Allstars oraz The Pioneers
- na White Stage wystąpili: Bushfire Soundsystem, Grew of Ganja, Big River Crew, Finga Man, Mr. Nutty, Scharademann, Major Crew, Lucky Punch Soundsystem, MC Quame, MC Malic, Pepsi Brown, Raggamaffia, Massive Joey, Snagga Puss, Shocking Vibes Crew, Dreadskin Studios, Universal Rockers, Marshall Dillon Talent Forum, Untouchable Soundsystem, Blackwood Soundsystem, Rebel Radio Wien, Sista Jewel & The Ruffment Crew, Jah Sesco, Sista Mantis, Blessed Love, Easy Spirit oraz Richi Spencer

### 2003
- odbyła się 4–6 lipca
- na Red Stage wystąpili: Babylon Circus, Seeed, Junior Kelly, Anthony B, Sean Paul, Jimmy Cliff, Morgan Heritage, Gentleman, Mikey Dread, Max Romeo, Beres Hammond, Cashma Hoody, Roy Paci & Aretuska, Prezident Brown & Panache Culture, Patrice, Shashamani, Movements, Anthony Locks, Headcornerstone, Jamaica Papa Curvin & K.P. Crew oraz Tiken Jah Fakoly
- na Yellow Stage wystąpili: Untouchable Soundsystem, MC Navigator, MC $pyda, Daddy Freddy, Ragga Twins, King Shiloh Soundsystem, Do-Fire Soundsystem, Skill Battery Soundsystem, Sentinel Soundsystem, Anthony Locks, Budadub Soundsystem, Pow Pow Movement, Black Kappa oraz Joni Rewind
- na Green Stage wystąpili: Tony Rebel, Israel Vibration, Toots and The Maytals, Queen Ifrica, Desmond Dekker & The Aces, Junior Guerrero, Jin Jin, Dubblestandart, Mellow Mark, Baby Cham, GanjaMan, Junior Randy, Feueralarm, Stanley Beckford, Sam Ragga Band, D-Flame & K.P. Crew, L.M.S. & Abijah, Alpha Boy School, Maroon Town, Dennis Alcapone, Intensified, Tokyo Ska Paradise Orchestra, Alton Ellis, Rude Rich, The Highnotes
- na White Stage wystąpili: Sound Bless, Righteous Movement, Soundboys Destiny, Raggagum, Stonerock, Sister Jewel, Massive Joey, Snagga Puss, Easy Spirit, Backwoods Soundsystem, Big River, Dubversive Soundsystem, Rebel Radio, Rubbadum, Tobi To, G-Force Soundsystem, Solar Moon Soundsystem oraz Ras Abraham

### 2004
- odbyła się 2–4 lipca
- na Red Stage wystąpili: Bounty Killer, Capleton, Luciano, Beenie Man, Culcha Candela, Vybz Kartel, T.O.K., Lee „Scratch” Perry & The White Belly Rats, Max Herre, Michael Franti, Spearhead, Curse & Pimplizards, Sixth Revelation, Schäl Sick Steppas, Wayne Marshall, Cécile, Sanchez, Sam Ragga Band, Nosliw, Mono & Nikitaman, Soul Fire Band, Dean Fraser, Silvercat, Rico Rodriguez, Les Babacools oraz Don Abi
- na Yellow Stage wystąpili: Turtle Bay Country Club, Go. Lem Soundsystem, Skill Battery Soundsystem, David Rodigan, Sentinel Soundsystem, Pow Pow Movement, Roots Rockers, Deebuzz Soundsystem, Solar Moon Soundsystem oraz Small Axe Soundsystem
- na Green Stage wystąpili: Culture, The Abyssinians, The Skatalites, Steel Pulse, The Aggrolites, Lady Saw, Julian Marley & The Uprising Band, La Vela Puerca, Go. Lem Soundsystem, Jahcoustix, Lucky Dube, Warrior King & The RasItes, Orchestra Baobab, Sud Soundsystem, Zoe & K.P. Crew, Likkle T, Jah Sesco, Ken Boothe, Tryo, Dr Calypso oraz Rotterdam Ska-Jazz Foundation
- na White Stage wystąpili: Massive Joey, Snagga Puss, Daddy Freddy, G-Force, Kiki Reload, Raw Hill, Stone Rock, Sound Bless, Kingston Guerilla Soundsystem, Irie Lion Soundsystem, Lucky Punch Soundsystem, MC Malic, Rebel Radio, Big River, Ruff Song Movement, More Fire Crew, Small Town Soundsystem, Sister Jewel, Ghetto Youth, Cool Running Soundsystem, Rude Boy Soundsystem oraz Tune Inn Soundsystem

### 2005
- odbyła się 8–10 lipca (była to jubileuszowa, 20. edycja)
- na Red Stage wystąpili: Babylon Circus, Culcha Candela, Seeed, Anthony B, Gregory Isaacs, U-Roy, Alpha Blondy, Richie Spice, Jah Mason, Gentleman & The Far East Band, Irie Revoltés, Asian Dub Foundation, Jahcoustix, Famara, Half Pint, Spectacular, Cali P, Barrington Levy, Patrice & Shashamani Band, Anthony Cruz, Chuck Fenda, The Stingers ATX, Saloniki Surfers, Les Babacools oraz Frankie Paul
- na Yellow Stage wystąpili: Massive Joey & Lucky Punch Crew, Silly Walks Movement, Deebuzz Soundsystem, Sentinel Soundsystem, Pow Pow Movement, David Rodigan, Coppa Face oraz Small Axe Soundsystem
- na Green Stage wystąpili: Israel Vibration, Black Uhuru, Michael Rose, Ward 21, Tanya Stephens, Street Soundsystem, Mellow Mark & Pyro, Andrew Murphy, Anthony Locks & K.P. Crew, The Selecter, Issa Bagayogo, Dawn Penn, Yellow Umbrella, Tokyo Ska Paradise Orchestra, Sergent Garcia, Amadou & Mariam, Yellowman, Duckie Simpson, Groundation, Ohrbooten, Noiseshaper, Zoe & The Okada Super Sound oraz Nosliw
- na White Stage wystąpili: Big River, Fahrukada, Civilizee Soundsystem, Soca Twins, Stingray 45 Disco, Rainbow Warrior, Citylock, Soundboys Destiny, Skylarkin, Herbalize It Soundsystem, DubJRolo oraz Heartical

### 2006
- odbyła się 14–16 lipca
- na Red Stage wystąpili: Dub Incorporation, Culcha Candela, Elephant Man, Morgan Heritage, Luciano, Damian Marley, Ziggy Marley, Third World, Toots and The Maytals, Jimmy Cliff, Dr Ring Ding, Panteón Rococó, Lazy Youth, Martin Jondo, I-Wayne, Andrew Tosh, Dean Fraser, Anthony Locks, The Pioneers oraz Joy Denalane
- na Yellow Stage wystąpili: Small Axe Soundsystem, Shocking Murray, Pionear, Ill Inspecta, Soundquake Soundsystem, Million Stylez Soundsystem, Supersonic Soundsystem, Sentinel Soundsystem, Pow Pow Movement, Dub Spencer, Trance Hill oraz Selector Count K’Tumi
- na Green Stage wystąpili: Junior Kelly, T.O.K., Apache Indian, Mister George, Leo’s Den, I-Jahman Levy, The Gladiators, The Mighty Diamonds, The Congos, Tiken Jah Fakoly, Jah Meek, Jamaram, Mono & Nikitaman, Jan Delay, Chico, Lord Kossity, General Degree, Cécile, Raggabund, Don Caramello, El Criminal, The RasItes, Orishas, Saian Supa Crew oraz Patrice & Shashamani Band
- na White Stage wystąpili: Natural Vibes Soundsystem, Stingray Soundsystem, Ruff Song Soundsystem, Mango Tree Soundsystem, Soca Twins, Hakuna Matata, Buziin Bashment, Righteous Movement, Soundboy Destiny, Rainbow Warrior, Herbalize It Soundsystem, Civilizee Soundsystem, Ghetto Force, Bandulero Soundsystem, Goodvibez Soundmashine, Firestorm Soundsystem, Papa Pedro oraz Moah Fiya

### 2007
- odbyła się 6–8 lipca
- na Red Stage wystąpili: Tony Rebel, Sizzla, Stephen Marley, Beenie Man, Aswad, Anthony B, Maxi Priest, T.O.K., Tanya Stephens, Gentleman & The Far East Band, Ronny Trettman, Ill Inspecta, Ziggi, Warrior King, Sebastian Sturm, Fantan Mojah, Perfect, Seyni & Yeliba oraz Groundation
- na Green Stage wystąpili: Israel Vibration, Horace Andy, Sly & Robbie, Collie Buddz, Culcha Candela, Bitty McLean, Uwe Banton, Nasio Fontaine, Los Skalameros, The Slackers, Nosliw, Clueso, Blumentopf, The Roots, OSB Crew, Boundzound, Ohrbooten, Bauchklang oraz IAM
- scenę „Southpole Dancehall Arena” poprowadzili sir Benny Miles oraz Soundquake Soundsystem

### 2008
- odbyła się 4–6 lipca
- na Red Stage wystąpili: Culcha Candela, Collie Buddz, Alborosie, Shaggy, Alpha Blondy, Stephen Marley, Luciano, The Black Seeds, Lady Saw, Jah Cure, Cocoa Tea, Jahcoustix, Pete Philly & Perquisite, Patrice, Irie Révoltés, Sebastian Sturm, Etana, Tosh Meets Marley, Ken Boothe, Derrick Morgan oraz Dr Ring Ding
- na Green Stage wystąpili: Ky-Mani Marley, Mr Vegas, Dub Incorporation, Busy Signal, Queen Ifrica, Tarrus Riley, Cécile, Ziggi, Rebellion, Ganjaman, Black Dillinger, Common, Pressure, Alaine, Voicemail, Panteón Rococó, Roy Paci & Aretuska, Miss Platnum, Clueso, Shantel & Bucovina Club Orkestar, Mono & Nikitaman, Looptroop Rockers oraz Kimoe
- na „Southpole Dancehall Arena” wystąpili: Soundquake Soundsystem, Bass Tone Soundsystem, Deebuzz Soundsystem, Small Axe Soundsystem, Mighty Crown Soundsystem, Sentinel Soundsystem, Pow Pow Movement oraz Captain-C 20XX

### 2009
- odbyła się 3–5 lipca
- na Red Stage wystąpili: Bunny Wailer, Buju Banton, Junior Kelly, UB40, Sly & Robbie, U-Roy, Bitty McLean, Ward 21, Jan Delay, Patrice, Nosliw, Nattyflo, Phenomden, Jaqce, Tiken Jah Fakoly, Jondo, Police in Dub, Taxi Gang, Groundation, Baaba Maal, Pablo Moses oraz Howie Blendah
- na Green Stage wystąpili: Anthony B, Horace Andy, Babylon Circus, Admiral T, Freddie McGregor, The Aggrolites, Danakil, Glen Washington, The Busters, Arrested Development, Michael Franti, Spearhead, Tinariwen, Samy Deluxe, Madcon, The Beat, I-Fire, Ozomatli, Nneka, Atmosphere, Hilltop Hoods oraz Elijah & The Dubby Conquerors
- na „Southpole Dancehall Arena” wystąpili: Soundquake Soundsystem, Herbalize It Soundsystem, Deebuzz Soundsystem, Mango Tree Soundsystem, Stone Love Soundsystem, PowPow Movement, Sentinel Soundsystem, Joggo, Cornadoor, Ragga Twins, Skarra Mucci, Terry Lynn oraz Reggaebash